# Mamahira Athletic Club
Le Mamahira Athletic Club est un club malien de football basé à Kati.

## Historique
La Jeunesse Sportive de Kati (JS Kati) a vu le jour aussitôt après la fin de la seconde guerre mondiale. Elle dispute son premier match à Bamako en 1946 qui s’est soldé par une défaite ce qui a découragé la jeunesse et les dirigeants.
C’est le 31 juillet 1954, à la Maison des Anciens Combattants que Vincent TRAORE a été élu président de l’Union Sportive de Kati (US Kati), nouvelle appellation au lieu et place de la J.S Kati.
Kati a successivement connu après, d'autres appellations comme  l’Espoir, et le Bayard qui seront remplacés rapidement par J.S Kati. 
Tous ces noms de club ont disparu au profit du Mamahira AC de Kati qui tire son nom d’une mare sacrée située à l’ouest de la ville derrière le quartier Farada.

## Palmarès
- Demi-finaliste de la coupe du Mali en 1993
- Quart-finaliste de la coupe du Mali en 1995 et 1998
- Finaliste de la coupe du mali en 2001
- Participation à la coupe de la Confédération Africaine de Football (coupe CAF) en 1997
- Participation en coupe d’Afrique des vainqueurs de coupe en 2002
- La super coupe du Mali en 2001
- Rétrogradation en D2 en 2003
- Accession en Première division en 2014